# اورویل (اوهایو)
اورویل(به انگلیسی: Orrville) شهری در ایالت اوهایو کشور ایالات متحده آمریکا است که جمعیت آن در سرشماری سال ۲۰۱۰ میلادی، ۸٬۳۸۰ نفر بوده‌است.